# Ageratina adenophora
Ageratina adenophora é uma espécie de planta com flor pertencente à família Asteraceae. 
A autoridade científica da espécie é (Spreng.) R.M.King & H.Rob., tendo sido publicada em Phytologia 19(4): 211. 1970.
Os seus nomes comuns são abundância, inça-muito ou milho-cozido.

## Descrição
Ageratina adenophora é uma planta herbácea, perene, que cresce até 2 metros de altura. Tem folhas opostas, em forma de espátula, serrilhadas, que atingem 10 cm de comprimento e 6 cm de largura. As pequenas flores compostas ocorrem no fim da Primavera e no Verão, aparecendo em conjuntos no fim dos ramos. Cada peça floral tem 0,5 cm de diâmetro e é de cor branco cremoso. A flor dá origem a uma pequena semente de cor castanha.

## Distribuição e habitat
É uma planta nativa do México, mas ocorre em muitas outras partes do mundo como planta invasora, sendo muitas vezes nociva. Causou grandes perdas económicas no Sudoeste da China, estando a ameaçar a biodiversidade nativa nessa zona. Foi pela primeira vez introduzida de maneira inadvertida em Yunnan por volta de 1940, e a sua rápida expansão é devida em parte a competição alelopática com outras espécies de plantas. É também introduzida na Austrália, onde foi introduzida em Sydney no ano de 1904. Espalhou-se ao longo da costa de Nova Gales do Sul e do sul de Queensland.
É uma espécie invasora também em muitos países tropicais e subtropicais, incluindo o nordeste da Índia, na China, Sri Lanka, Nigéria, Sudeste da Ásia, Austrália, Nova Zelândia, as Ilhas do Pacífico, as Ilhas Canárias e África do Sul.
A planta dispersa-se por via vegetativa, sendo que os ramos podem lançar raízes em contacto com o solo. A semente também pode ser transportada pelo vento e pela água, e coloniza áreas perturbadas, como campos e áreas perto de zonas habitadas, do modo rápido. As sementes podem ser também ser transportadas por animais e no solo.

## Portugal
Trata-se de uma espécie presente no território português, nomeadamente em Portugal Continental, no Arquipélago dos Açores e no Arquipélago da Madeira.
Em termos de naturalidade é introduzida nas três regiões atrás referidas.

## Protecção
Não se encontra protegida por legislação portuguesa ou da Comunidade Europeia.

## Sinónimos
De acordo com a base de dados The Plant List, possui os seguintes sinónimos:
- Eupatorium adenophorum Spreng. (basiónimo)
- Eupatorium adenophorum var. adenophorum
- Eupatorium adenophorum var. peruvianum Hieron.
- Eupatorium glandulosum Michx.
- Eupatorium glandulosum Hort. ex Kunth
- Eupatorium pasadenense Parish

De acordo com a base de dados Tropicos, tem ainda os seguintes sinónimos:
- Ageratina trapezoides (Kunth) R.M. King & H. Rob.
- Eupatorium adenophora Spreng.
- Eupatorium glandulosum Sch. Bip. ex Baker
- Eupatorium trapezoideum Kunth